# کورودا سایاکو
کورودا سایاکو (به ژاپنی: 黒田清子) (متولد ۱۸ آوریل ۱۹۶۹) فرزند سوم و تنها دختر امپراتور سابق کشور ژاپن آکی هیتو است. پس از ازدواجش بر طبق رسم خانواده سلطنتی ژاپن القابش را از دست داد و خانواده سلطنتی را ترک گفت. جهیزیه او بیش از ۱ میلیون دلار بود.